# KG Mobility

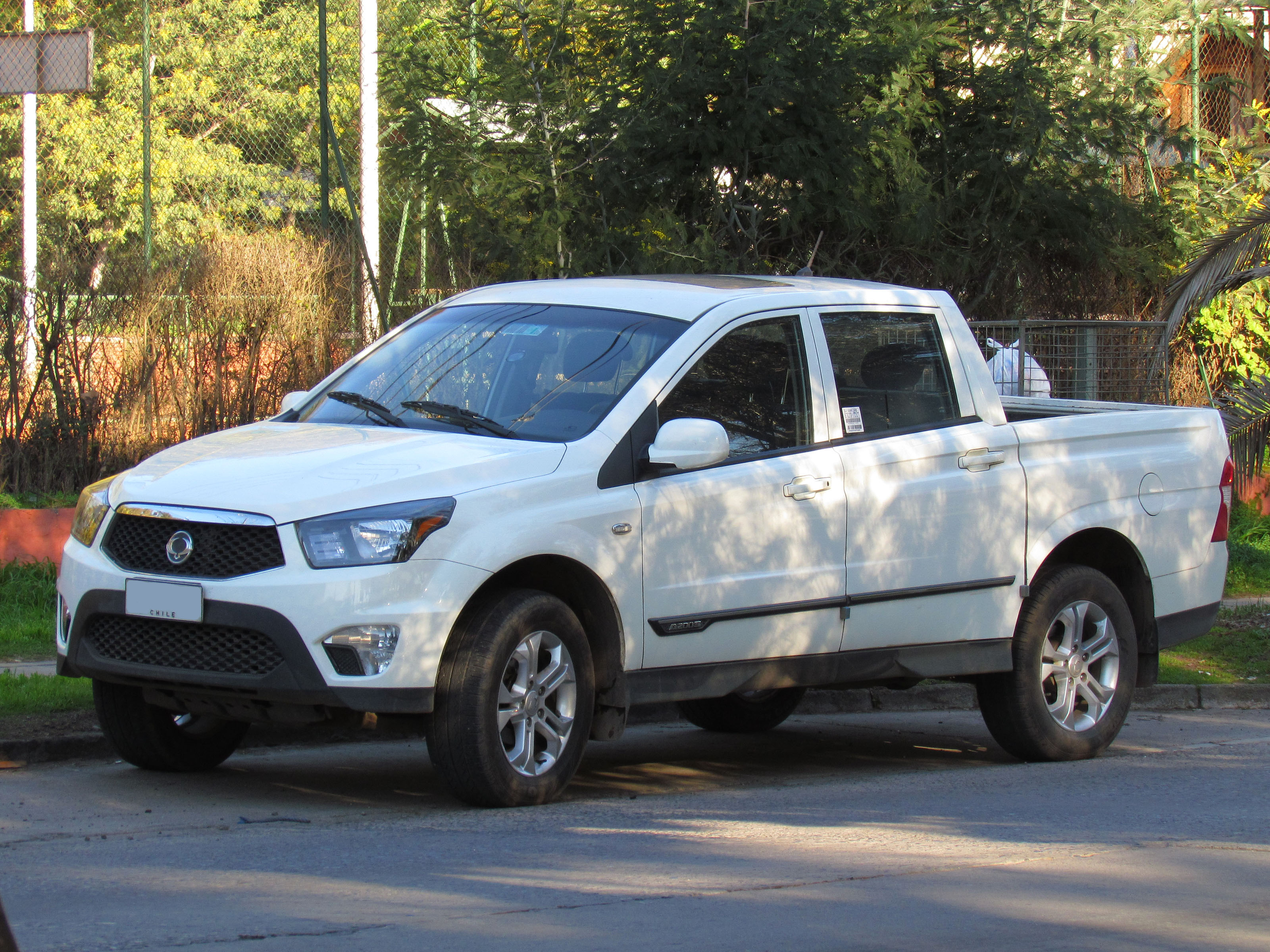
Ssangyong Actyon Sports

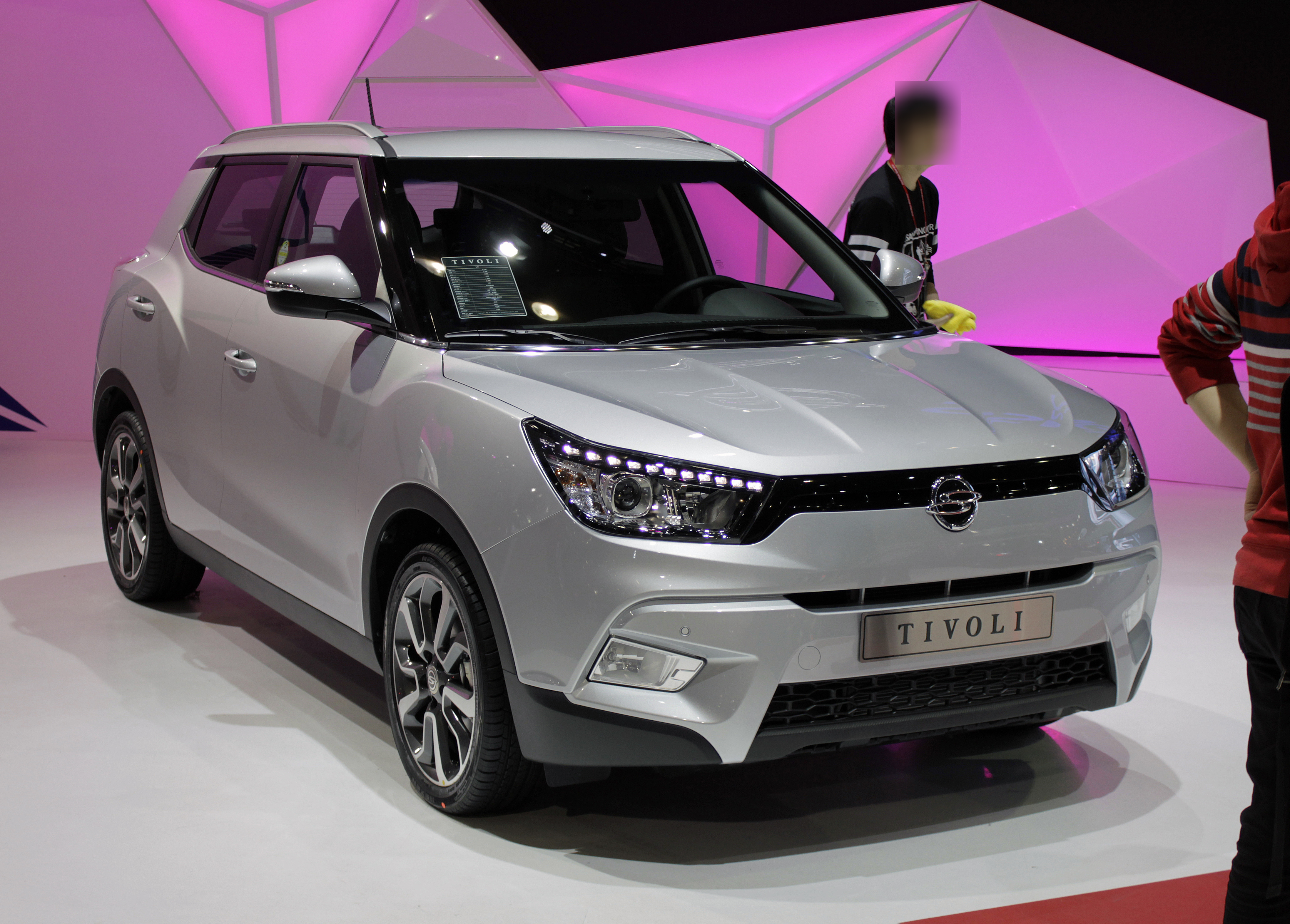
Ssangyong Tivoli

KG Mobility Corporation, förkortat KGM, (koreanska: 케이지모빌리티 주식회사) är en sydkoreansk biltillverkare som ägs av KG Group. Företaget har sin grund i Hadonghwan Motor Workshop, bildat 1954, och Dongbang Motor Co, bildat 1962, som gick ihop och bildade Hadonghwan Motor Company 1963. Företaget tillverkade ursprungligen fordon till den amerikanska militären, samt bussar och lastbilar. År 1977 byttes namnet till Dong-A Motor och 1988 fick företaget namnet SsangYong Motor Company efter att ha blivit uppköpt av Ssangyonggruppen. Personbilar har tillverkats sedan 1986. År 1987 köptes den brittiska lyx- och specialbilstillverkaren Panther Westwinds. I början av 1990-talet inleddes ett samarbete med Mercedes-Benz. Sedan 1990-talet har företaget haft flera majoritetsägare; Daewoo Motors (1997-2000), SAIC Motor (2004-2010), Mahindra (2011-2022) och sedan 2022 KG Group. I mars 2023 fick företaget sitt nuvarande namn.

## I Sverige
Ssangyong började säljas på den svenska marknaden första gången 1995, då importören International Motors introducerade modellen Musso. Auktoriserad importören blev senare ett dotterbolag till Nic. Christiansen AB. 2023 meddelade RSA Group att de kommer att återlansera företagets modeller på den svenska marknaden.

## Modeller

### Aktuella
- Torres
- Tivoli
- XLV
- Korando
- Rexton
- Musso.

### Tidigare
- Actyon
- Rodius
- Chairman
- Kyron
- Istana